# イ・キョンウォン
イ・キョンウォン（李 京源、1964年11月3日 - ）は、大韓民国・ソウル生まれの俳優である。
好きな言葉は하면된다（ハミョンテンダ＝為せば成る）。
出演時間は短いが日本でも放送の韓国ドラマにも多数出演している。
韓国時代劇の巨匠イ・ビョンフン監督の人気ドラマ『宮廷女官チャングムの誓い』ではヒロインをおびえさせる監察内侍の役を演じた。この演技で圧倒的な存在感を示したため、わずか4話（全54話）にしか出演していないにもかかわらず、それを機に一躍有名となった。また「大長今テーマパーク」ではシンボルキャラクターを務めた。

## イ・ビョンフン監督との出会い
『ホジュン 宮廷医官への道』に出演した際、稽古を見たイ・ビョンフン監督に褒められたのが最初の出会いであった。この演技が評価され、イ監督が放送局に申し出たことで、韓国の俳優のランクである等級を得た。その後も『商道』、『宮廷女官チャングムの誓い』といったイ・ビョンフンドラマに出演し、信頼を得た。

## 『宮廷女官チャングムの誓い』でのエピソード
第42,43,44,54話で王の秘密警察である内侍府（ネシブ）の内侍（ネシ）の役を演じた。第42,43話では書庫に忍び込んだヒロインのチャングムを取り調べる場面で、威圧感満点の迫真の演技を見せ話題になった。あまりの鬼気迫る演技にあの世の獅子を意味する「ジョスンサジャ」というニックネームがついた。チャングム演じるイ・ヨンエも「怖かった。」と語っている。
最終回の第54話の出演依頼は撮影当日に来たため、撮影へ向かう途中慌てて接触事故を起こしたが、相手が『チャングムの誓い』のファンであったため、処理は後日ということで収まり、撮影に直行することができた。

## 出演作
- ホジュン 宮廷医官への道（MBC、1999年）
- 商道（MBC、2001年）
- 冬のソナタ（KBS、2002年）
- オールイン 運命の愛（SBS、2003年）
- 夏の香り（KBS、2003年）
- 宮廷女官チャングムの誓い（MBC、2003年）
- 不滅の李舜臣（KBS、2004年）